# Euphaea dispar
Euphaea dispar is een libellensoort uit de familie van de Euphaeidae (Oriëntjuffers), onderorde juffers (Zygoptera).
De soort staat op de Rode Lijst van de IUCN als niet bedreigd, beoordelingsjaar 2010.
De wetenschappelijke naam van de soort is voor het eerst geldig gepubliceerd in 1842 door Rambur.